# وشم نوک‌کوچک
وشم نوک‌کوچک (نام علمی: Crypturellus parvirostris) نام یک گونه از سرده دمچه‌پنهان‌ها است.